# Liste der Kulturdenkmäler in Frankfurt am Main
Die folgende Liste enthält die in der Denkmaltopographie ausgewiesenen Kulturdenkmäler auf dem Gebiet  der kreisfreien Stadt Frankfurt am Main, Hessen.
Hinweis: Die Reihenfolge der Denkmäler in dieser Liste orientiert sich zunächst an Stadtteilen und anschließend der Anschrift, alternativ ist sie auch nach der Bezeichnung oder der Bauzeit sortierbar.
Kulturdenkmäler werden fortlaufend im Denkmalverzeichnis des Landes Hessen durch das Landesamt für Denkmalpflege Hessen auf Basis des Hessischen Denkmalschutzgesetzes (HDSchG) geführt. Die Schutzwürdigkeit eines Kulturdenkmals hängt nicht von der Eintragung in das Denkmalverzeichnis des Landes Hessen oder der Veröffentlichung in der Denkmaltopographie ab.

Die Liste der Kulturdenkmäler in Frankfurt am Main ist aufgrund ihrer Länge nach Stadtteilen aufgeteilt.
Historische Kernstadt:
- Liste der Kulturdenkmäler in Frankfurt-Altstadt
- Liste der Kulturdenkmäler in Frankfurt-Innenstadt

Stadterweiterung:
- Liste der Kulturdenkmäler in Frankfurt-Bahnhofsviertel
- Liste der Kulturdenkmäler in Frankfurt-Nordend (A–F)
- Liste der Kulturdenkmäler in Frankfurt-Nordend (G–K)
- Liste der Kulturdenkmäler in Frankfurt-Nordend (L–Z)
- Liste der Kulturdenkmäler in Frankfurt-Ostend
- Liste der Kulturdenkmäler in Frankfurt-Sachsenhausen (A–K)
- Liste der Kulturdenkmäler in Frankfurt-Sachsenhausen (L–Z)
- Liste der Kulturdenkmäler in Frankfurt-Westend (A–K)
- Liste der Kulturdenkmäler in Frankfurt-Westend (L–Z)

Vororte:
- Liste der Kulturdenkmäler in Frankfurt-Bergen-Enkheim
- Liste der Kulturdenkmäler in Frankfurt-Berkersheim
- Liste der Kulturdenkmäler in Frankfurt-Bockenheim
- Liste der Kulturdenkmäler in Frankfurt-Bonames
- Liste der Kulturdenkmäler in Frankfurt-Bornheim
- Liste der Kulturdenkmäler in Frankfurt-Dornbusch
- Liste der Kulturdenkmäler in Frankfurt-Eckenheim
- Liste der Kulturdenkmäler in Frankfurt-Eschersheim
- Liste der Kulturdenkmäler in Frankfurt-Fechenheim
- Liste der Kulturdenkmäler in Frankfurt-Frankfurter Berg
- Liste der Kulturdenkmäler in Frankfurt-Gallus
- Liste der Kulturdenkmäler in Frankfurt-Ginnheim
- Liste der Kulturdenkmäler in Frankfurt-Griesheim
- Liste der Kulturdenkmäler in Frankfurt-Gutleutviertel
- Liste der Kulturdenkmäler in Frankfurt-Harheim
- Liste der Kulturdenkmäler in Frankfurt-Hausen
- Liste der Kulturdenkmäler in Frankfurt-Heddernheim
- Liste der Kulturdenkmäler in Frankfurt-Höchst
- Liste der Kulturdenkmäler in Frankfurt-Kalbach-Riedberg
- Liste der Kulturdenkmäler in Frankfurt-Nied
- Liste der Kulturdenkmäler in Frankfurt-Nieder-Erlenbach
- Liste der Kulturdenkmäler in Frankfurt-Nieder-Eschbach
- Liste der Kulturdenkmäler in Frankfurt-Niederrad
- Liste der Kulturdenkmäler in Frankfurt-Niederursel
- Liste der Kulturdenkmäler in Frankfurt-Oberrad
- Liste der Kulturdenkmäler in Frankfurt-Praunheim
- Liste der Kulturdenkmäler in Frankfurt-Preungesheim
- Liste der Kulturdenkmäler in Frankfurt-Riederwald
- Liste der Kulturdenkmäler in Frankfurt-Rödelheim
- Liste der Kulturdenkmäler in Frankfurt-Schwanheim
- Liste der Kulturdenkmäler in Frankfurt-Seckbach
- Liste der Kulturdenkmäler in Frankfurt-Sindlingen
- Liste der Kulturdenkmäler in Frankfurt-Sossenheim
- Liste der Kulturdenkmäler in Frankfurt-Unterliederbach
- Liste der Kulturdenkmäler in Frankfurt-Zeilsheim

Friedhöfe:
- Liste der Kulturdenkmäler auf dem Frankfurter Hauptfriedhof
- Liste der Kulturdenkmäler auf dem Frankfurter Südfriedhof
- Kulturdenkmäler auf dem Friedhof von Praunheim